# Nordhavnsvej
Nordhavnsvej er en 1,95 km  lang firesporet motortrafikvej, som ligger på Ydre Østerbro. Motortrafikvejen forbinder Helsingørmotorvejen med Strandvænget, hvoraf de 920 meter  føres gennem en underjordisk, nedgravet tunnel ("cut and cover"). Der er planer om, at den skal forbindes til den evt. kommende Havnetunnelen (Østlig Ringvej) gennem Københavns Havn og i første omgang til det nye boligkvarter Nordhavn.
Fra motorvejen føres motortrafikvejen ind under Ringbanen, frem til Svanemøllens Kaserne, hvor den føres videre i tunnel under Nordbanen og Kystbanen, videre under Strandvejen, indtil den skal tilsluttes med Strandvænget.
Vej- og tunnelforbindelsen blev udført og projekteret af Nordhavnsvej Konsortiet I/S, der bestod af E. Pihl & Søn og Züblin. Konsortiet skrev 10. august 2011 under på kontrakten med Københavns Kommune efter at have vundet udbuddet med en tilbudssum på 1,2 milliarder DKK. Efter Pihls konkurs i august 2013 fortsatte Züblin arbejdet.
Nordhavnsvej blev indviet af Transport-, Bygnings- og Boligminister Ole Birk Olesen og Teknik- og miljøborgmester Morten Kabell 17. december 2017. I forbindelse med indvielsen var det for første og eneste gang muligt at køre gennem tunnelen på cykel, hvilket flere tusinde fremmødte benyttede sig af. Motortrafikvejen åbnede for almindelig trafik dagen efter, den 18. december 2017.

## Nordhavnstunnelen
I maj 2014 blev det vedtaget at anlægge en tunnel til Nordhavnen, Nordhavnstunnelen, som en forlængelse af Nordhavnsvejen fra Strandvænget og ud til Nordhavnen. Dette kan også ses som første fase af den foreslåede Havnetunnel-motortrafikvej, som er foreslået til at forbinde Helsingørmotorvejen og Amagermotorvejen uden at køre gennem Indre By. Trafikken kan dog blive større end Nordhavnstunnelens kapacitet. Arbejdet med at bygge tilslutningen mellem Nordhavnsvej og Nordshavnstunnelen betød, at Nordhavnsvej ikke åbnede i 2015 som først planlagt, men i stedet i 2018. Forberedelser til tunnelen startede i 2022.

## Galleri
- Byggeriet juni 2011.
- Byggeriet februar 2014, tunnelen under Strandvejen og jernbanen set fra Strandvejen.
- Tilslutningen til Helsingørmotorvejen (oktober 2015).
- Tilslutningen set fra Helsingørmotorvejen.
- Mange cyklister deltog i indvielsen.